# 電子渡航認証システム
電子渡航認証システム（でんしとこうにんしょうシステム、英語: Electronic System for Travel Authorization、略称：ESTA）は、ビザ免除プログラム (VWP) 参加国からアメリカ合衆国へ入国・通過する者に対し、米国出入国カード (I-94W) をアメリカ合衆国へ渡航およびアメリカ合衆国を経由して他国へ渡航する前に、インターネットのウェブサイトで電子申請することを義務付けるものである。システムへの登録は9・11委員会勧告実施法で義務付けられており、アメリカ合衆国国土安全保障省 (DHS) が日本語を含む複数言語を網羅するウェブサイトを運営する。

ESTA

偽のウェブサイトが多数で回っており、検索エンジンで検索した際も、それらが上位に来ることが多々あるので、注意が必要である。

## 登録

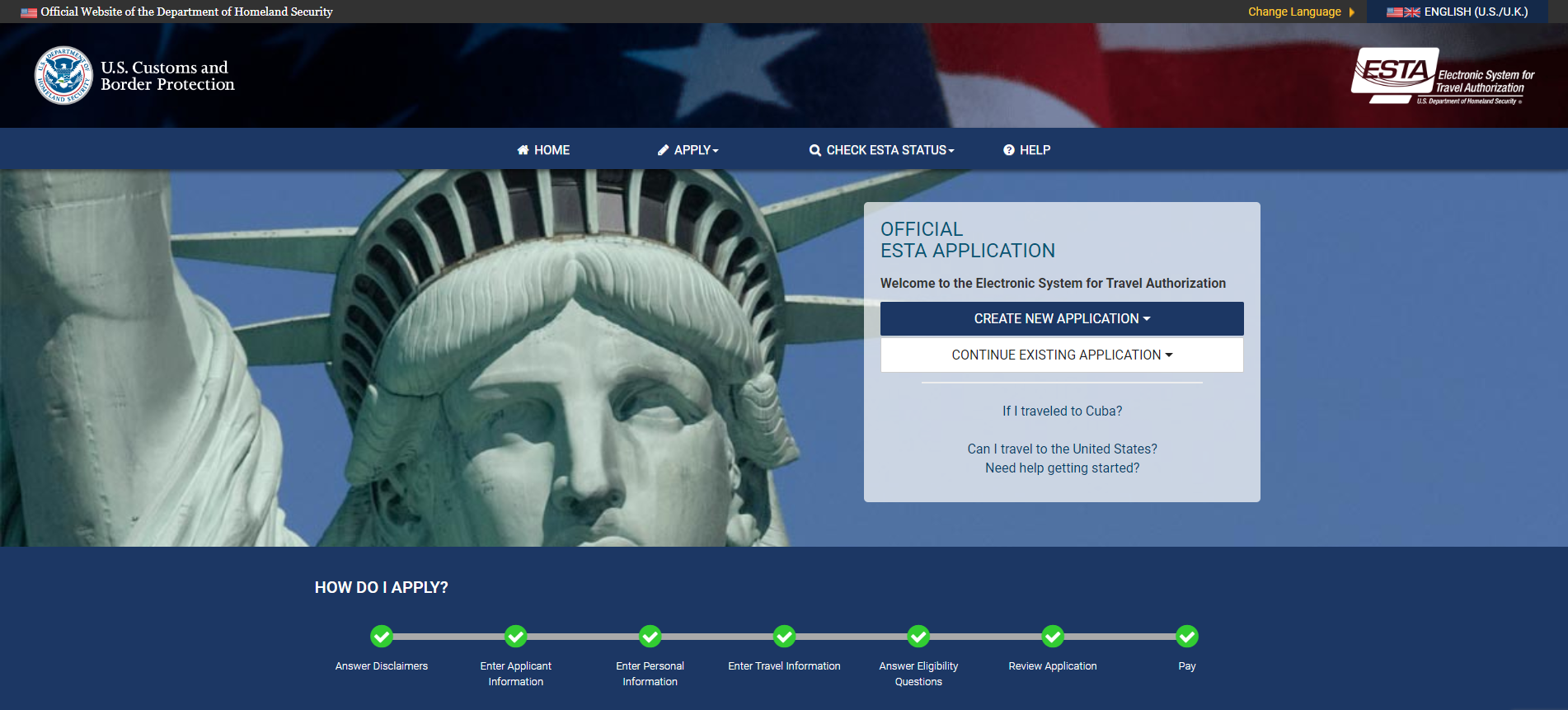
公式サイト

2008年8月1日から登録可能であったが、入国手続きでは2009年1月12日まで必須とされなかった。審査が承認されるとESTA認証は2年間有効である。当初はESTA認証を得ても、渡航時の航空機や船舶内で紙製米国出入国カード (I-94W) に記入を要した。
I-94Wの情報は国勢調査局および商務省も使用するが、国土安全保障省のオンラインシステムは、テロリストや搭乗禁止 (No-Fly) リストなどデータベースに記載された拒否対象者の入国に備えたVWP参加国渡航者の確認だけを目的に設計した。I-94Wの提出は一部の空港から段階的に廃止され、2010年7月4日以降に全ての空港で提出が廃止された。
アメリカ合衆国連邦政府は、渡航者に対してアメリカ合衆国へ渡航72時間前（3日前）にオンラインの承認申請を推奨しているが、必須条件ではなくほとんどのオンライン申請は電子申請後72時間以内に承認される。渡航者がビザ（査証）免除されていない場合はアメリカ合衆国大使館または領事館でビザの取得を要し、アメリカ合衆国大使館の外交官による面接質疑をなど手続きが煩雑となる。アメリカ政府はVWP参加国の渡航者に対しESTA承認のための登録を渡航直前に行わないことを「推奨」しているが、「必要条件」との誤認も散見される。
認証を得ると2年間有効だが、当該渡航者のパスポート有効期限が2年未満の場合はESTAの有効期限もパスポートの有効期限が切れるまでとなる。有効期限内のESTAを申請した場合も、新たなESTA登録が可能で、申請を出すたびに認証審査費用を要する。当初は登録費用は無料であったが、2010年3月成立の「旅行促進法」に基づき、2010年9月8日から有料となり14米ドルをクレジットカードまたはPayPalで支払う。2022年5月26日から認証審査費用が21米ドルに変更された。
ESTAは第三者代理人も申請可能である。オンラインの申請代行業者も存在するが、公式ウェブサイトに紛らわしい体裁、高額な情報提供料や申請手数料などの請求、解約や返金が不可能な契約などの事故が報告されている。駐日米国大使館は、代行業者の利用によりESTAが承認される可能性が高くなることはないと公式ウェブサイトで注意している。
ESTA申請後の状況確認、拒否の理由や原因など詳細について大使館と領事館は対応せず、国境警備局のウェブサイトのウェブフォームか電話で問い合わせを受け付ける。ESTA拒否またはESTA申請に関する特定の質問についは、DHS TRIP(Traveler Redress Inquiry Program) へ連絡を要する。日本語による問い合わせは旅行代理店などに依頼することが一般的である。

## ビザ免除プログラム対象国
以下の国家が発行するICパスポートを保持する国民または国籍の場合、ESTA電子渡航認証システム申請が可能である。
アンドラ、オーストラリア、オーストリア、ベルギー、ブルネイ、チリ、チェコ共和国、デンマーク、エストニア、フィンランド、フランス、ドイツ、ギリシャ、ハンガリー、アイスランド、アイルランド、イタリア、日本、ラトビア、リヒテンシュタイン、リトアニア、ルクセンブルク、モナコ、オランダ、ニュージーランド、ノルウェー、ポルトガル、マルタ共和国、サン・マリノ、シンガポール、スロバキア、スロベニア、大韓民国、スペイン、スウェーデン、スイス、台湾、英国
上記のパスポートを所持する国民であっても、2011年3月1日以降にイラン、イラク、スーダン、シリア、リビア、ソマリア、イエメンへ渡航歴がある場合はESTAを利用できない。上記7か国のESTA非適応対象国に、2019年8月5日に北朝鮮が追加され、2021年1月12日にキューバがテロ支援国家に指定されて追加された。

## 名称の変更
このシステムの名称は、スペイン政府の要請によりETA (Electronic Travel Authorization) からESTAへと変更された。これはバスク地方分離主義者グループETAとの混同を避けるためである。オーストラリア政府は同様のシステムを運用しているが、ETA（電子渡航承認、Electronic Travel Authority）システムと称されている。

## 査証との違い
ESTAの承認は以下の3つの点で査証とは異なる。
1. 米国入国のための最終入国審査は、米国入国の際に空港または港で米国税関国境警備局 (CBP) の審査官が行う。
2. ESTAの審査レベルは米国国務省により発行される査証の審査レベルより低い。
3. オンラインで提供される情報は、従来からVWP参加国の渡航者が飛行機または船に搭乗/乗船中に出入国カード (I-94W) の記入によって提供されたが現在は廃止されている。

ビザ免除プログラム (VWP) 参加国の米国渡航者は、従来通り査証不要だがESTAによる事前承認を要する。
査証取得は、査証の種別により160から390米ドル、ESTAは2010年9月8日以降は14米ドル、2022年5月26日以降は21米ドルを要する。21米ドルのうち4米ドルは事務手数料、17米ドルはアメリカ合衆国の観光事業推進のための財源となる。申請が承認されなかった場合は事務手数料の4米ドルのみ徴収される。

## グアム、北マリアナ諸島における特例
日本を含む12か国からグアム、北マリアナ諸島へ45日以内の滞在である場合に限り、グアム-北マリアナ諸島連邦ビザ免除プログラムの利用が可能で、ESTAの申請は不要である。ただし、事前にオンラインで「G-CNMI ETA」を申請しなければならない。一度承認されると最大2年間有効となる。ESTA登録済みの渡航者に対して迅速に入国審査を受けられるサービスがグアム国際空港、サイパン国際空港で導入されたが、グアムは2014年10月に廃止された。

## カナダまたはメキシコから陸路入国する場合
米国に隣接するカナダ又はメキシコから、鉄道・バス・自家用車・徒歩による手段で陸路により国境検問所から入国する場合、ESTAの申請は不要だった。この場合は手数料として入国時に6米ドルが徴収された。
この方法で入国したのちに、航空機または船舶で米国から出国する場合は、I-94Wを航空会社などを通じて搭乗前に返却しなくてはならない。
2022年10月1日から、陸路で入国する場合もESTAの申請が義務化された。

## 各国の電子渡航認証制度
- イギリス（ETA）
- オーストラリア（ETAS）
- カナダ（eTA ）
- 韓国（K-ETA）
- スリランカ（ETA）
- EU諸国（ETIAS）欧州渡航情報認証制度
- 日本（仮称：JESTA）2028年度までに運用開始予定[20]